# Onychogonia fissiforceps
Onychogonia fissiforceps är en tvåvingeart som först beskrevs av Tothill 1924.  Onychogonia fissiforceps ingår i släktet Onychogonia och familjen parasitflugor. Inga underarter finns listade i Catalogue of Life.